# Tullio Gonnelli
Tullio Gonnelli (ur. 21 listopada 1912 w Pieve di Cento, zm. 12 stycznia 2005 w Hampden w stanie Massachusetts) – włoski lekkoatleta (sprinter), wicemistrz olimpijski z 1936.
Zajął 6. miejsce w biegu na 200 metrów na mistrzostwach Europy w 1934 w Turynie.
Na igrzyskach olimpijskich w 1936 w Berlinie zdobył srebrny medal w sztafecie 4 × 100 metrów za zespołem Stanów Zjednoczonych (sztafeta włoska biegła w składzie: Orazio Mariani, Gianni Caldana, Elio Ragni i Gonnelli).
Zajął 4. miejsce w sztafecie 4 × 100 metrów (w składzie: Gonnelli, Caldana, Edoardo Daelli i Mariani) na mistrzostwach Europy w 1938 w Paryżu.
Gonnelli był mistrzem Włoch w biegu na 100 metrów w 1935, w biegu na 200 metrów w latach 1935 i 1938-1940, a także w sztafecie 4 × 100 metrów w latach 1938-1940.
Był rekordzistą Włoch w biegu na 200 metrów z czasem 21,4 s. osiągniętym 7 maja 1939 w Mediolanie oraz dwukrotnym rekordzistą w sztafecie 4 × 100 metrów do wyniku 40,6 (14 września 1940 w Turynie).
W 1954 wyemigrował do Stanów Zjednoczonych. Ukończył tam International College w Springfield. Od 1958 mieszkał w Longmeadow. Pracował jako księgowy w Springfield.